# Dresdenbroderi
Dresdenbroderi är en spetsimitation som sys på fint tyg med hopdragssömmar. De finaste broderierna tillverkades i Sachsen men imitationer gjordes i hela norra Tyskland och även på en del andra ställen i Europa. Broderiet användes till bland annat hättor, näsdukar och barnkläder.